# Посёлок Первомайского Лесничества
Первомайского Лесничества (Первомайское лесничество, Первомайского лесничества — посёлок в Гулькевичском районе Краснодарского края России. Входит в состав сельского поселения Венцы-Заря.

## География
Улица одна — ул. Мирная.

## Население
| 2002 | 2010 |
| ---- | ---- |
| 36   | ↗45  |

## Инфраструктура
Лесничество